# Суковсько-дзедзицька культура
Суковсько-дзедзицька культура (нім. Sukow-Dziedzice-Gruppe; пол. Kultura Sukow-Dziedzice) — ранньосередньовічна лехітська археологічна культура західних слов'ян, що утворилася в наслідку взаємодії венедів пшеворської культури і слов'ян празької культури в межиріччі Ельби та Вісли (територія західної Польщі і північно-східної Німеччини) у V—VII сторіччі, на південь від Балтійського моря.
Названа на честь найбільше вивчених археологічних пам'яток, що відносяться до даної археологічної культури — у селищі Дзедзице в Польському Помор'ї й городища Суков, що належить зараз Німеччині (Мекленбург-Передня Померанія).
Ранні достовірні слов'янські археологічні культури, що виникли на основі київської в V столітті н. е., і їх розповсюдження на захід і південь Європи. Розселення слов'ян в VI столітті н. е. виходить за межі археологічних культур, бо археологічні культури у регіонах частих міграцій з часів палеоліту часто мають технологічний і поліетнічний характер.

## Характерні особливості

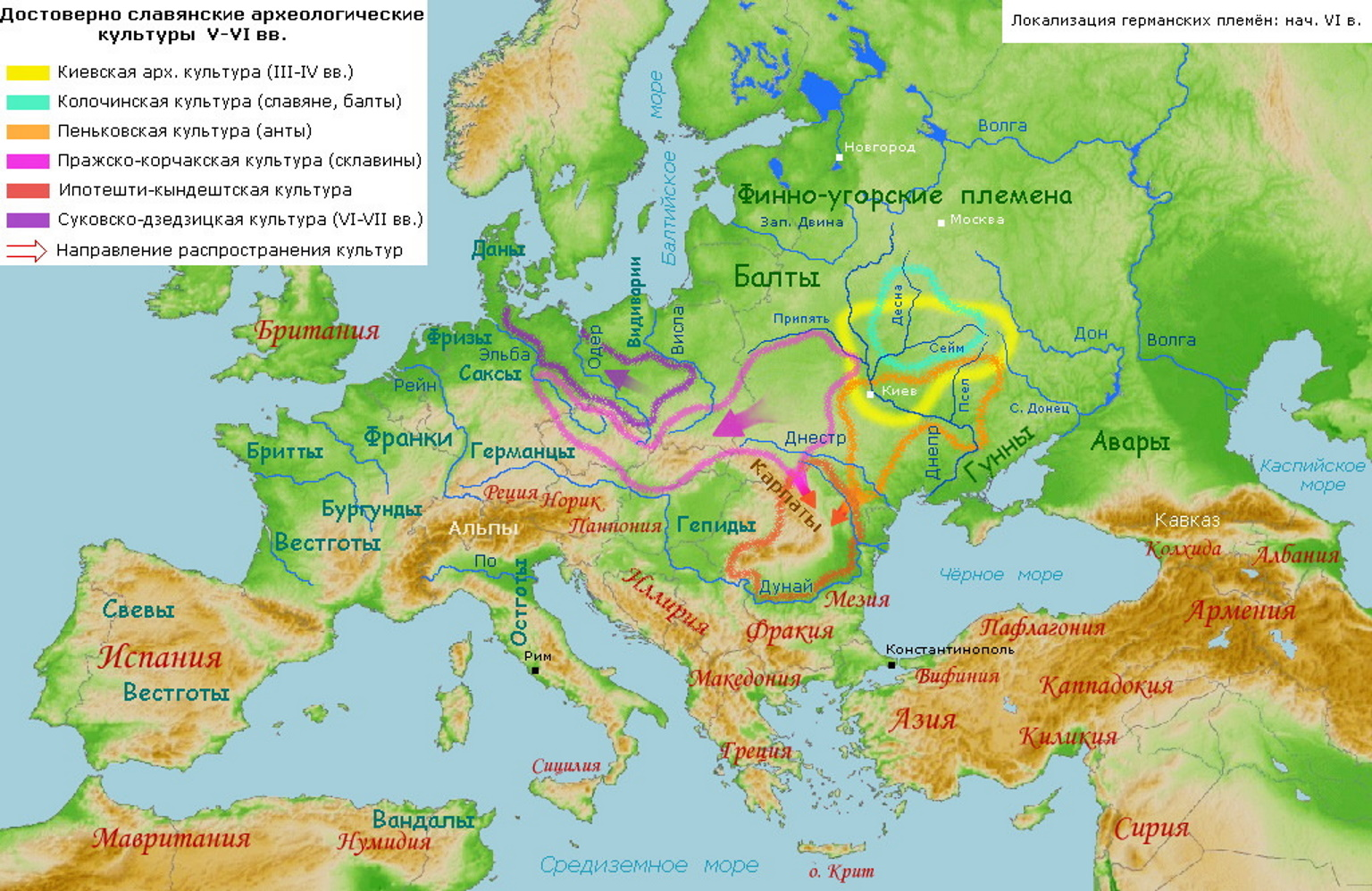
Суково-дзедзицька культура 6-7 століття

Знахідки кераміки є найстарішими слов'янськими гончарними виробами у регіоні, домінують у слов'янському періоді VI—VII століття, тобто коли слов'янські культури в цьому регіоні вперше були помітні. Однотонна кераміка виявляється навіть в більш пізні століття. З VIII століття виникає прикрашена кераміка. Має елементи, що свідчать про міжкультурний обмін та запозичення, що сприяло формуванню особливої культурної групи «суковсько-дзедзицької», поряд зі слов'янськими рисами простежується деякий вплив місцевої німецької культури.
Особливостями суковсько-дзедзицької культури, якими її пам'ятники відрізняються від інших пам'ятників, що оточують її, в першу чергу слов'янської празько-корчаківської є:

- Своєрідна неорнаментована ліпна кераміка, у рідкісних випадках має прості хвилясті або нігтьові візерунки. Представлена у вигляді двох типів горщиків (перший — має розширення у верхній частині посудини, широке горло і вузьке днище, другий — має біконічну форму й згладжений перехід між верхньою та нижньою частинами посудини) і у вигляді мисок[1][2].
- З колоди наземні житла, переважно житла зрубні з келехоподібною формою підпідлоги, долівки. Ями заповнені ґрунтом, залишками опалювальних пристроїв й викидами. Розміри ям від 2×1,5 м до 3,1 х 1,9 метри, що відрізняє їх від традиційних слов'янських землянок[5].

Поселення суковсько-дзедзицької культури є неукріпленими селищами на берегах водойм, одноповерхові. Наприкінці VI ст. — початку VII століття активно з'являється спорудження укріпленого городища.

## Спадщина культури
Вплив і своєрідність суковсько-дзедзицької культури проявляється аж до X—XII століть, коли на його території поширилися специфічні прикраси — скроневі кільця поморського типу VIII—XII століття:
- Фельдберґська культура — починаючи з VII століття, на частині території, займаній суковсько-дзедзицькою культурою паралельно розвивається привнесена ззовні новими хвилями слов'янської міграції союзу лютичів[1];
- менкендорфська культура (з кінця VII ст. — початку VIII століття), характерна для регіону розселення ободритів, що відрізняється керамікою виготовленою на гончарному крузі[1];
- голанчська і кендзинська культури поморян (VII ст. — першої половини IX століття)[6], що мають значну подібність за характером кераміки з фельдберґською[1];
- культури, що виділяються на основі керамік бардиського і волинського типів VIII ст. — першої половини IX століття, що прийшли на зміну голанчській та кендзінській[1];
- культура кераміки щецинського типу (середина IX ст. — 70-ті роки Х століття)[1];
- культура кераміки швелюбського типу (з Х ст.)[1];
- культура новгородських сопок (VII—IX століть)[7].

| Deutschland | Це незавершена стаття з історії Німеччини. Ви можете допомогти проєкту, виправивши або дописавши її. |